# 尾崎圭司
尾崎圭司（おざき けいじ、1980年4月24日—）是一名日本男子跆拳道运动员，生于神奈川，他曾在2000年全日本大学跆拳道锦标赛上获得无差别级冠军。2000年3月，他开始练习踢拳，2003年，他成为职业踢拳选手。